# Ermita de San Isidro (Granada)
La ermita de San Isidro Labrador es un edificio religioso de la ciudad española de Granada del siglo XVII, situado en el distrito Beiro, y que formó parte de las conocidas como "Eras de Cristo". El origen de la construcción está en la cruz de piedra que existió antes de la fábrica y que aparece dentro de la conocida como Plataforma de Vico.
El arzobispado de Granada elevó en 1971 la categoría de la ermita a parroquia, designándole una jurisdicción propia e independiente de la parroquia de san Ildefonso, donde estuvo inscrita hasta el momento. A partir de este momento, y con entidad jurídica propia, pasó a formar parte del arciprestazgo de san Juan de Dios.

## Historia
La ermita de san Isidro de Granada es una construcción iniciada entre 1650 y 1651, que formó parte de una red de pequeños templos situados en la periferia de la ciudad, en mitad del campo, y formando parte de la parroquia de san Ildefonso, dentro del distrito perteneciente a la Cartuja de Granada:
"Tiene en su distrito el Real Monasterio de Cartuja, el Convento de PP. Mercenarios Calzados, dos de PP. Capuchinos, las Hermitas del Ssmo., de quien se habló en el Papel VI, la de S. Isidro, S. Juan Bautista, de quien se ha tratado, la del Sto. Cristo de la Yedra, y la de S. Lázaro, de la que toma nombre aquel Barrio"
La ermita sufrió una importante remodelación en 1942 de manos del arquitecto local Francisco Prieto-Moreno quien recibía el encargo de la hermandad de labradores de afrontar una reforma integral del templo y de los espacios anejos al mismo. Así, se añadían cuatro capillas en la nave, un patio donde se albergara también la casa del capellán y la sacristía; además de un pozo, naranjos y cipreses.

## La iglesia y sus dependencias
La iglesia es una fábrica sencilla de mediados del siglo XVII, construida bajo promoción episcopal, y realizada en ladrillo y tapial. Con planta de cruz latina, dispone de una cúpula en el crucero, sustentada sobre pechinas con decoración esgrafiada en el perímetro de las mismas, aunque hoy ocultadas bajo el revestimiento de pintura plástica. Sobresale desde el transepto un pequeño crucero y de cuyo brazo derecho, en el lado de la epístola, se accede a la sacristía. A los pies de la iglesia se sitúa el coro, levantado sobre un arco carpanel. Desde la reforma realizada por Prieto-Moreno en la nave se abren cuatro grandes capillas por medio de arcos rebajados los cuales se enmarcan entre los arcos fajones.

### Altar mayor
En el presbiterio está el altar mayor, con un retablo barroco donde se veneran las imágenes del Cristo de las Eras y las imágenes de san Isidro y santa María de la Cabeza, obras de mediados del siglo XVIII. El eccehomo que hay en la hornacina central, conocido como el Cristo de las Eras, fue realmente un nazareno y era propiedad de la Hermandad de Labradores, quien mantuvo relación con la Hermandad de Jesús Nazareno situada en el Convento de la Merced. 
La imagen del Cristo de las Eras toma la advocación del antiguo crucificado que estuvo situado en mitad del campo y que, tras la construcción de la ermita, se incorporó al atrio que antecede a la iglesia. Asimismo, durante el siglo XX, la imagen fue procesionada en Semana Santa con la advocación de Jesús del Amor y la Entrega, en la hermandad de La Concepción.

### Capillas laterales

#### Capilla del Sagrado Corazón
La primera de las capillas de la nave, situada en el lado del evangelio, es la capilla del Sagrado Corazón. En ella se conserva un modesto retablo en cuya hornacina se encuentra una talla de pequeño formato del Sagrado Corazón de Jesús, atribuida a Domingo Sánchez Mesa.

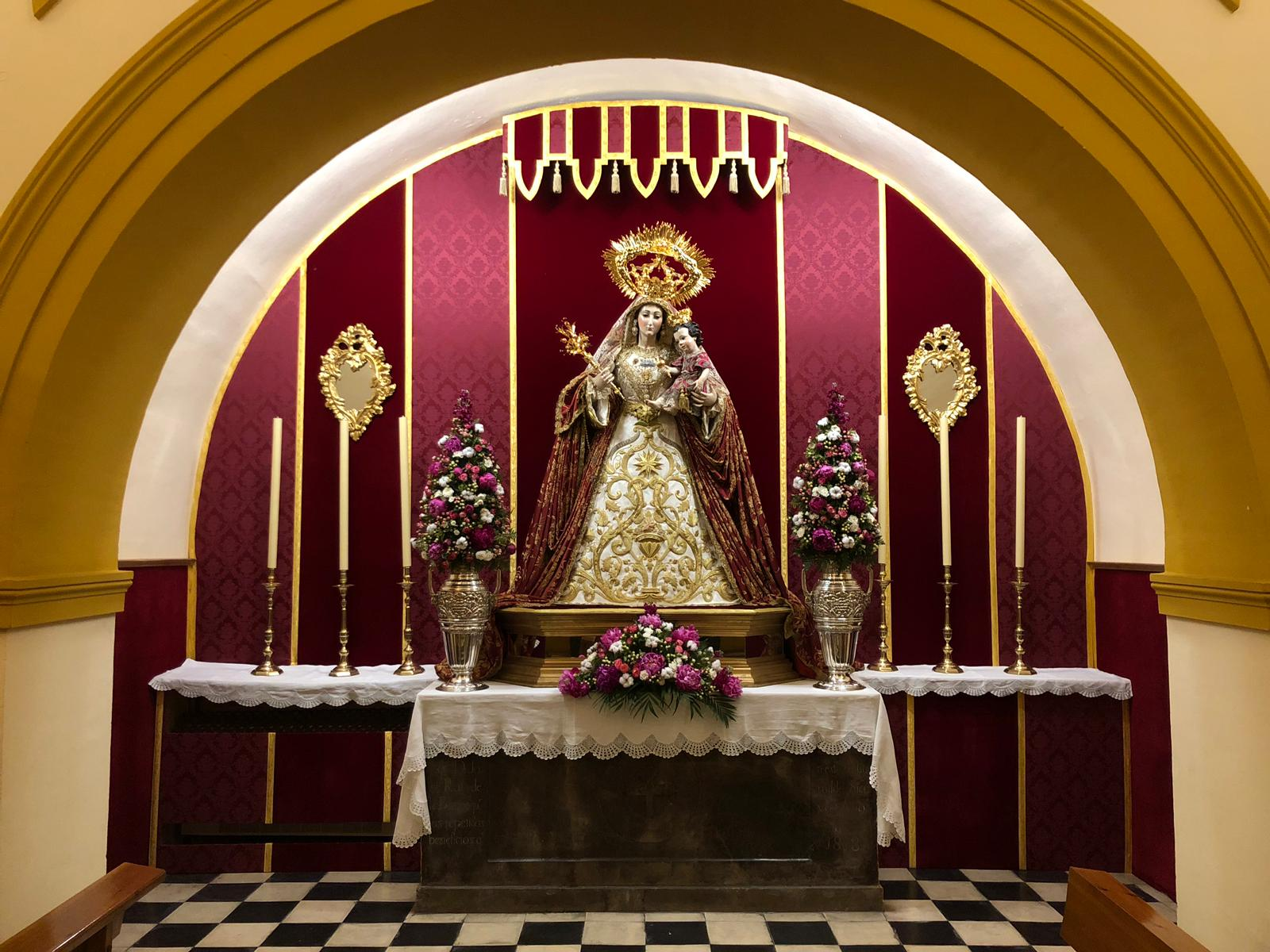
Vista de la capilla de Nuestra Señora de la Granada

#### Capilla de Nuestra Señora de la Granada
En esta capilla se venera la imagen de Nuestra Señora de la Granada y el Niño Jesús de los Reyes, titulares de la Hermandad de Nuestra Señora de la Granada. Ambas tallas, realizadas por Alberto Fernández Barrilao, se veneran sobre una antigua mesa de altar, fechada en 1818. El frontal de la capilla está revestido con terciopelo y damascos rojos, con galones, y una guardamalleta sobre la que se sitúan las imágenes.

#### Capilla bautismal
Situada en el lado del evangelio, aquí se sitúa la pila bautismal, en mármol blanco, y el cuerpo de un pequeño retablo que estuvo situado en la capilla de la Virgen de la Granada. En este retablo se venera una imagen del Señor del Paño.

#### Capilla penitencial
En esta capilla, situada a los pies de la iglesia, en paralelo a la capilla bautismal, está el acceso al coro y en ella está el confesionario para la celebración del sacramento de la penitencia. Además, actualmente, está situada sobre un pedestal la Virgen del Carmen, obra de los talleres de Olot de principios del siglo XX, y que se veneró tradicionalmente en el retablo situado en el crucero.

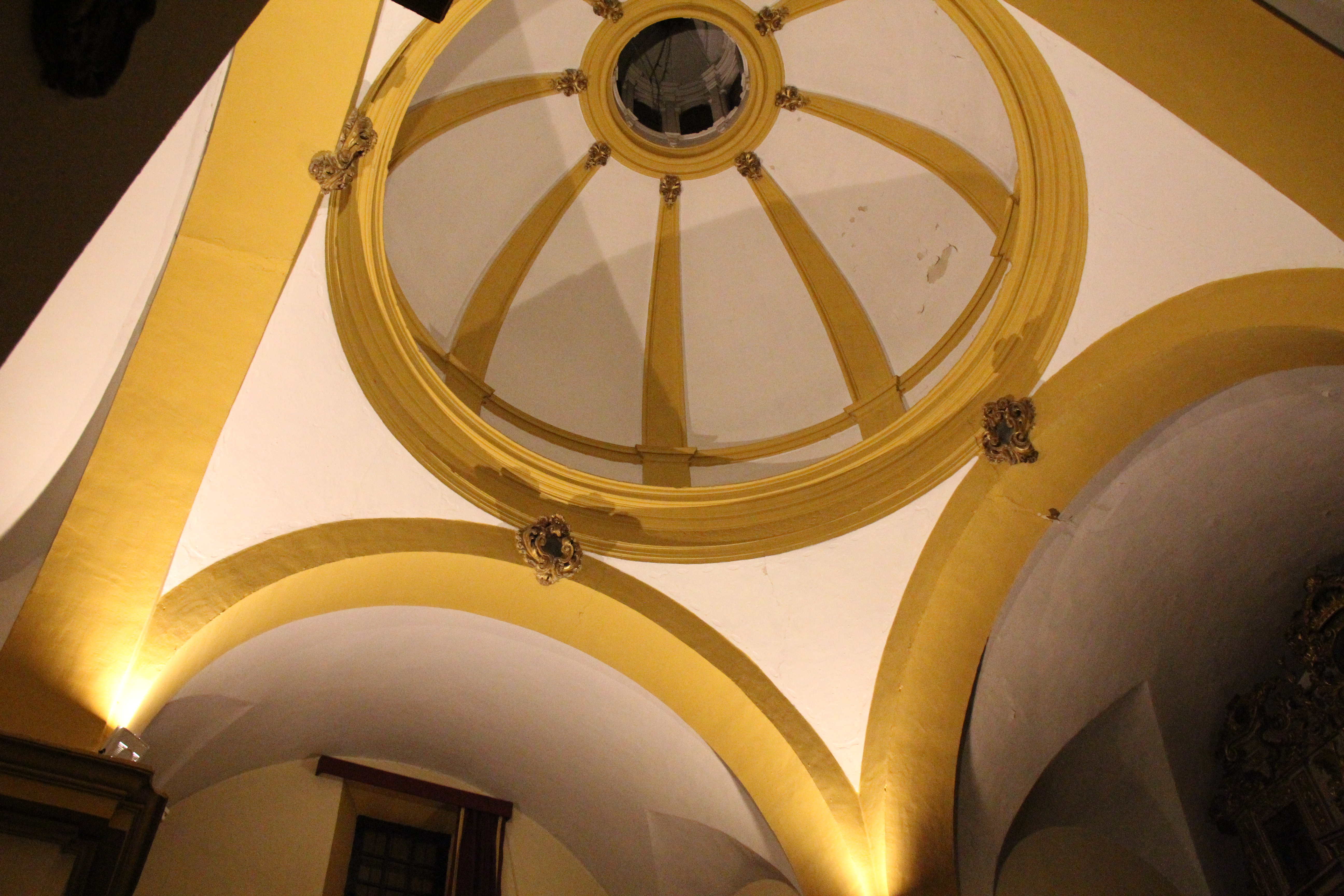
Vista de la cúpula de la Ermita de San Isidro, situada en el crucero

### Crucero
El crucero de la iglesia cobija en sus hastiales dos grandes lienzos: un cristo crucificado con María Magdalena a sus pies, del siglo XVIII; y, en el otro, un cuadro de la Asunción de la Virgen, atribuido a Pedro Atanasio Bocanegra.
En ambos brazos del crucero se disponen dos retablos barrocos, de principios del siglo XVIII, cuyos frontales de altar están realizados en cerámica, donados a principios del siglo XX por la familia Morales Alguacil; dedicándose a san José y a la Virgen del Carmen.
En el lado del evangelio, desde 2018 la parroquia de san Isidro, en colaboración con la Hermandad de la Virgen de la Granada, erigen un belén monumental, con imágenes de tamaño natural y de inspiración barroca.

## Grupos parroquiales

### Hermandades
La ermita de San Isidro acoge forma histórica a una asociación de fieles, conocida como Hermandad de Labradores de San Isidro de Labradores. La hermandad, que ha tenido una desigual presencia en la vida social y religiosa de la ciudad, celebra anualmente el 15 de mayo la fiesta de su patrón, realizando una procesión por los aledaños de la parroquia. Antiguamente, tenía lugar la romería con las imágenes de san Isidro y santa María de la Cabeza, sobre un carro tirado por bueyes, acompañados de caballistas y romeros.
Desde 2010, está constituida en la parroquia la Hermandad de la Virgen de la Granada, una asociación privada de la Iglesia, que venera a la imagen de Nuestra Señora de la Granada y cuyos cultos se celebran en la primera semana del mes de octubre.